# 达尼埃莱·克罗斯塔
达尼埃莱·克罗斯塔（義大利語：Daniele Crosta，1970年5月5日—），意大利击剑运动员。他曾代表意大利参加2000年夏季奥林匹克运动会击剑比赛，结果获得男子团体花剑项目的铜牌。